# Coup d'Etat + One of a Kind & Heartbreaker
Coup d'Etat + One of a Kind & Heartbreaker (estilizado como Coup d’Etat [+ One of a Kind & Heartbreaker]) é o álbum de estreia japonês do cantor e rapper sul-coreano G-Dragon. Foi lançado em 27 de novembro de 2013 através da YGEX e atingiu a posição de número dois na parada japonesa Oricon Albums Chart.

## Lançamento
Coup d'Etat + One of a Kind & Heartbreaker foi lançado contendo em sua lista de faixas, canções lançadas previamente por G-Dragon de seus álbuns Heartbreaker (2009), Coup d'Etat (2013) e de seu primeiro extended play (EP) One of a Kind (2012). Adicionalmente, o álbum possui versões em língua japonesa da canção "Black" e dos singles "Who You?", "Crooked" e "That XX", esta última renomeada como "That Guy" para a língua japonesa.  
Coup d'Etat + One of a Kind & Heartbreaker possui cinco edições que incluem 2CDs, 2CDs+DVD, 2CDs+DVD+livro de fotos+material promocional, playbutton e music card. A edição padrão em formato de CD duplo, contém três canções bônus, totalizando 35 faixas.

## Lista de faixas
| Coup d'Etat – CD: Disco 1 |                                                                       |                                |                                          |                                |         |  |
| N.º                       | Título                                                                | Letras                         | Música                                   | Arranjos                       | Duração |  |
| 1.                        | "Coup d'Etat" (versão coreana; com participação de Diplo, Baauer)     | G-Dragon                       | G-Dragon, Diplo, Baauer                  | Diplo, Baauer                  | 3:00    |  |
| 2.                        | "Niliria" (versão coreana; com participação de Missy Elliott)         | G-Dragon, Missy Elliott        | Teddy Park, G-Dragon, Missy Elliott      | Teddy Park                     | 2:54    |  |
| 3.                        | "R.O.D." (versão coreana; com participação de Lydia Paek)             | Teddy Park, G-Dragon, Choice37 | Teddy Park                               | Teddy Park                     | 3:58    |  |
| 4.                        | "Black" (versão japonesa; com participação de Park Bom)               | Teddy Park, G-Dragon, Verbal   | Teddy Park                               | Teddy Park                     | 3:25    |  |
| 5.                        | "Who You?" (versão japonesa)                                          | G-Dragon, Verbal               | G-Dragon, Kush                           | Kush, Choice37                 | 3:23    |  |
| 6.                        | "Shake the World" (versão coreana)                                    | G-Dragon                       | G-Dragon, Choice37                       | Choice37                       | 2:56    |  |
| 7.                        | "Going Crazy" (versão coreana)                                        | G-Dragon                       | G-Dragon, Ham Seung-Cheon, Kang Wook-Jin | Ham Seung-Cheon, Kang Wook-Jin | 3:30    |  |
| 8.                        | "Crooked" (versão japonesa)                                           | G-Dragon, Teddy Park, Verbal   | G-Dragon, Teddy Park                     | Teddy Park                     | 3:46    |  |
| 9.                        | "Niliria (G-Dragon ver.)" (versão coreana)                            | G-Dragon, Teddy Park           | Teddy Park, G-Dragon, Missy Elliott      | Teddy Park                     | 2:54    |  |
| 10.                       | "Runaway" (versão coreana)                                            | G-Dragon                       | G-Dragon, Dee.P                          | Dee.P                          | 3:23    |  |
| 11.                       | "I Love It" (versão coreana; com participação de Zion.T e Boys Noize) | G-Dragon                       | G-Dragon, Boys Noize, Siriusmo           | Boys Noize, Siriusmo           | 3:16    |  |
| 12.                       | "You Do (Outro)" (versão coreana)                                     | G-Dragon                       | G-Dragon, Choice37                       | Choice37                       | 2:40    |  |
| 13.                       | "Window" (versão coreana)                                             | G-Dragon, Teddy Park           | G-Dragon, Choice37, Teddy Park           | Choice37                       | 3:49    |  |
| 14.                       | "Black" (versão coreana; com participação de Sky Ferreira)            | G-Dragon, Teddy Park           | Teddy Park                               | Teddy Park                     | 3:26    |  |
| 15.                       | "That Guy" (あんなヤツ; Anna Yatsu; versão japonesa)                  | G-Dragon, Verbal               | G-Dragon, Teddy Park, Seo Wonjin         | Teddy Park                     | 3:21    |  |

| Coup d'Etat + One of a Kind & Heartbreaker – Edição padrão de 2 CDs (faixas bônus) |                                          |                      |                      |                |         |  |
| N.º                                                                                | Título                                   | Letras               | Música               | Arranjos       | Duração |  |
| 16.                                                                                | "Black" (com participação de Jennie Kim) | Teddy Park, G-Dragon | Teddy Park           | Teddy Park     | 3:26    |  |
| 17.                                                                                | "Who You?" (versão coreana)              | G-Dragon             | G-Dragon, Kush       | Kush, Choice37 | 3:23    |  |
| 18.                                                                                | "Crooked" (versão coreana)               | Teddy Park, G-Dragon | Teddy Park, G-Dragon | Teddy Park     | 3:48    |  |
| Duração total:                                                                     | Duração total:                           | Duração total:       | Duração total:       | Duração total: | 1:00:25 |  |

| Heartbreaker & One of a Kind – CD: Disco 2 |                                                                    |                          |                                       |                             |         |  |
| N.º                                        | Título                                                             | Letras                   | Música                                | Arranjos                    | Duração |  |
| 1.                                         | "One of a Kind" (versão coreana)                                   | G-Dragon                 | G-Dragon, Choice37                    | Choice37                    | 3:27    |  |
| 2.                                         | "Crayon" (versão coreana)                                          | G-Dragon, Teddy Park     | G-Dragon, Teddy Park                  | Teddy                       | 3:18    |  |
| 3.                                         | "Without You" (versão coreana; com participação de Rosé)           | G-Dragon                 | G-Dragon, Ham Seungchun, Kang Wookjin | Ham Seungchun, Kang Wookjin | 4:04    |  |
| 4.                                         | "That XX" (versão coreana)                                         | G-Dragon, Teddy Park     | G-Dragon, Teddy Park, Seo Wonjin      | Teddy Park                  | 3:21    |  |
| 5.                                         | "Missing You" (versão coreana; com participação de Kim Yoon Ah)    | G-Dragon, Teddy Park     | G-Dragon, Teddy Park, Choi Pil Kang   | Choi Pilkang                | 3:29    |  |
| 6.                                         | "Today" (versão coreana; com participação de Kim Jong Wan)         | G-Dragon                 | G-Dragon, Choice37                    | Choice37                    | 3:40    |  |
| 7.                                         | "Light it Up" (versão coreana; com participação de Tablo & Dok2)   | G-Dragon, Tablo, Dok2    | G-Dragon, Teddy Park, Tablo, Dok2     | Teddy                       | 3:36    |  |
| 8.                                         | "A Boy" (versão coreana)                                           | G-Dragon                 | G-Dragon, Choice37                    | Choice37                    | 3:31    |  |
| 9.                                         | "Heartbreaker" (versão coreana)                                    | G-Dragon                 | G-Dragon, Jimmy Thornfelt             | Jimmy Thornfeldt            | 3:23    |  |
| 10.                                        | "Breathe" (versão coreana)                                         | G-Dragon                 | G-Dragon, Jimmy Thornfelt             | Jimmy Thornfeldt            | 3:26    |  |
| 11.                                        | "Butterfly" (versão coreana; com participação de Jin Jung)         | G-Dragon                 | Choice37, G-Dragon                    | Choice37                    | 3:44    |  |
| 12.                                        | "Hello" (versão coreana; com participação de Sandara Park)         | G-Dragon                 | Kush, G-Dragon                        | Kush                        | 3:20    |  |
| 13.                                        | "Gossip Man" (versão coreana; com participação de Kim Gunmo)       | G-Dragon                 | Teddy Park, G-Dragon                  | Teddy Park                  | 3:33    |  |
| 14.                                        | "Korean Dream" (versão coreana; com participação de Taeyang "Sol") | G-Dragon                 | G-Dragon, Jimmy Thornfelt             | Jimmy Thornfeldt            | 3:18    |  |
| 15.                                        | "The Leaders" (versão coreana; com participação de Teddy & CL)     | G-Dragon, Teddy Park, CL | Teddy Park                            | Teddy Park                  | 3:48    |  |
| 16.                                        | "She's Gone" (versão coreana; com participação de Kush)            | G-Dragon                 | Kush, G-Dragon                        | Kush                        | 3:43    |  |
| 17.                                        | "1 Year" (versão coreana)                                          | G-Dragon                 | Kush, G-Dragon                        | Kush                        | 4:08    |  |
| Duração total:                             | Duração total:                                                     | Duração total:           | Duração total:                        | Duração total:              | 1:00:54 |  |

| Conteúdo bônus em DVD – Edição CD+DVD |                                 |         |  |
| N.º                                   | Título                          | Duração |  |
| 1.                                    | "Who You?" (Vídeo musical)      |         |  |
| 2.                                    | "Crooked" (Vídeo musical)       |         |  |
| 3.                                    | "Coup d`Etat" (Vídeo musical)   |         |  |
| 4.                                    | "MichiGo" (Vídeo musical)       |         |  |
| 5.                                    | "Crayon" (Vídeo musical)        |         |  |
| 6.                                    | "That XX" (Vídeo musical)       |         |  |
| 7.                                    | "One of a Kind" (Vídeo musical) |         |  |
| 8.                                    | "A Boy" (Vídeo musical)         |         |  |
| 9.                                    | "Butterfly" (Vídeo musical)     |         |  |
| 10.                                   | "Breathe" (Vídeo musical)       |         |  |
| 11.                                   | "Heartbreaker" (Vídeo musical)  |         |  |
| 12.                                   | "Making of de Who You?"         |         |  |

Notas
- "Coup d'Etat" contém demonstração vocal de "The Revolution Will Not Be Televised" escrita por Gil Scott-Heron.[4]
- "Niliria" contém elementos de uma tradicional canção de folk coreana de mesmo nome.[5]

## Desempenho nas paradas musicais
Coup d'Etat + One of a Kind & Heartbreaker estreou em número dois na parada semanal da Oricon Albums Chart vendendo 75,965 mil cópias. Apesar de ter sido lançado, restando apenas cinco semanas para o fim do ano de 2013, o álbum atingiu a posição de número 56 na lista anual de álbuns mais vendidos da Oricon Albums Chart.

### Posições
| Paradas (2013)                           | Melhor posição |
| ---------------------------------------- | -------------- |
| Japão (Billboard Japan Top Albums Sales) | 7              |
| Japão (Oricon Weekly Albums Chart)       | 2              |
| Japão (Oricon Yearly Albums Chart)       | 56             |

### Certificações
| País         | Certificação    |
| ------------ | --------------- |
| Japão (RIAJ) | Ouro (100,000+) |

## Histórico de lançamento
| Região | Data                   | Formato                          | Gravadora |
| ------ | ---------------------- | -------------------------------- | --------- |
| Japão  | 27 de novembro de 2013 | CD duplo CD+DVD download digital | YGEX      |